# Зильбер, Яков Зусьевич
Яков Зусьевич Зильбер (1888, Ольховцы, Подольская губерния — после 1941) — советский журналист и организатор журналистского образования на Урале. Первый ректор Свердловского коммунистического института журналистики (КИЖ).

## Биография
Родился в семье торговца скотом и хлебом Зуся Иосевича Зильбера из бессарабской купеческой семьи. Учился в двухклассной гимназии в Бричанах, шестиклассной гимназии в Каменец-Подольском, закончил частную гимназию Иглицкого в Одессе (1908), затем физико-математический факультет Новороссийского университета (1910—1916). Служил рядовым в царской армии (1916—1917), сначала в запасном полку в Одессе, затем на фронте в Подольском полку 4-й армии. После Февральской революции был избран секретарём Бричанского горисполкома, затем Хотинского уисполкома. Арестовывался царскими (1903), австрийскими (1918) и румынскими властями (1918). Командир Красной гвардии (1917—1918), политбоец Красной Армии (1919), политработник полка имени Кондыбы I Особой Бессарабской бригады (1919—1920). Член РСДРП (1903—1911), Бунда (1911—1917), ВКП(б) (1920).
В 1921—1923 годах — на советской работе в Житомирской губернии, с 1924 года редактор газеты «Волынский пролетарий» (позднее «Радянська Волынь»), в 1925—1926 годах редактор окружной газеты «Думка» (позднее «Радянський стяг», Мелитополь), редактор запорожской газеты «Красное Запорожье» («Червоне Запоріжжя»), член редколлегии газеты «За соціалистічну перебудову» (Харьков, 1930—1931). С 1932 года по командировке ЦК ВКП(б) — на Урале: помощник секретаря обкома ВКП(б) (1932—1933), секретарь Верещагинского райкома ВКП(б) (1933—1935), инструктор обкома ВКП(б) (1935—1936). По совместительству —
директор Свердловского Дома литературы и искусств (1935—1937).
В феврале 1936 года организовал и стал первым директором Свердловского коммунистического института журналистики (КИЖ) — впоследствии Свердловский государственный институт журналистики им. В. В. Маяковского. Управляющий Свердловским областным книжным издательством СвердлКОГИЗ (май 1936 — 15 июля 1937).
В 1937 году исключён из ВКП(б), арестован 20 октября 1937 года, осуждён Военной Коллегией Верховного Суда СССР 9 августа 1938 года на 15 лет исправительно-трудовых лагерей с конфискацией всего личного имущества и поражением в политических правах на 5 лет. Реабилитирован 19 июля 1989 года.